# Tolga Tekin
Tolga Tekin (Ankara, Ankara tartomány, Törökország, 1973. március 19.) török színész .

## Életrajz
Tolga Tekin 1996-ban a Hacettepe Egyetem Állami Konzervatóriumának színházi szakán diplomázott.
1996-tól 2004-ig az adanai Állami Színház tagja volt, ezt követően Ankarába szerződött, később a Bizim Evin (A mi házunk) televíziós sorozatban szerepelt Safa szerepében.
2012-től 2013-ig Hajreddin Barbarossa szerepét alakítja a Szulejmán c. televíziós sorozatban.
Zeynep Koltuk színésznő a felesége.

## Filmográfia
| alkotás                       | év        | szerep               | rendezte (megjegyzés)                         |
| ----------------------------- | --------- | -------------------- | --------------------------------------------- |
| Behzat Ç. Ankara Yanıyor      | 2013      | Gorbaçov             | Serdar Akar                                   |
| Muhteşem Yüzyıl Szulejmán     | 2012–2013 | Hajreddin Barbarossa | Yagmur Taylan Durul Taylan televíziós sorozat |
| Behzat Ç. Seni Kalbime Gömdüm | 2011      | Gorbaçov             | Serdar Akar                                   |
| Zenne                         | 2011      | Cihan                | Caner Alper Mehmet Binay                      |
| Kardelen                      | 2010      | Fotoğrafçı           | Mehmet Güneş                                  |

## Fordítás
- Ez a szócikk részben vagy egészben  a   Tolga Tekin című török Wikipédia-szócikk fordításán alapul.  Az eredeti cikk szerkesztőit annak laptörténete sorolja fel. Ez a jelzés csupán a megfogalmazás eredetét és a szerzői jogokat jelzi, nem szolgál a cikkben szereplő információk forrásmegjelöléseként.